# Atenção (canção)
"Atenção" (estilizada em letras maiúsculas) é uma canção dos artistas brasileiros Pedro Sampaio e Luísa Sonza. A canção foi lançada para download digital e streaming através da Warner Music Brasil em 13 de maio de 2021. "Atenção" foi mais tarde incluída no álbum de estreia de Sampaio, Chama Meu Nome (2022). O vídeo musical foi lançado junto com a canção e é inspirado em A Fantástica Fábrica de Chocolate.

## Antecedentes
A canção foi anunciada oficialmente em 11 de maio através das redes sociais dos artistas, revelando a temática inspirada no livro A Fantástica Fábrica de Chocolate, de Roald Dahl. Como forma de divulgação, Pedro Sampaio enviou para alguns famosos caixas de bombom personalizadas como uma barra de chocolate da fábrica do personagem Willy Wonka. A arte da capa foi feita pelo artista Gabriel Moro.

## Videoclipe
Dirigido por Fernando Moraes, o vídeo musical de "Atenção" foi lançado junto com a canção, e apresenta Pedro e Luísa dançando dentro da fábrica de chocolate, com a presença de bailarinas com o visual parecido com a personagem Violet Beauregarde, e a participação do ator Deep Roy, reprisando o papel dos Oompa-Loompas que o mesmo interpretou na segunda adaptação do cinema.

### Restrição de idade
Após o lançamento do vídeo musical, o vídeo recebeu restrição de idade para alguns usuários, alegando “nudez excessiva” nas cenas, por isso, alguns usuários lançaram o vídeo em sites pornográficos.

## Posições nas tabelas musicais
| Tabela musical (2021) | Melhor posição |
| --------------------- | -------------- |
| Portugal (AFP)        | 40             |

## Histórico de lançamento
| Região | Data               | Formato(s)                 | Gravadora           |
| ------ | ------------------ | -------------------------- | ------------------- |
| Mundo  | 13 de maio de 2021 | Download digital streaming | Warner Music Brasil |